# 未来の私にブッかまされる!?
『未来の私にブッかまされる!?』（みらいのわたしにブッかまされる）は、2024年10月7日から11月28日までNHK総合の「夜ドラ」枠で放送されたテレビドラマ。主演はNHKドラマ初出演・初主演となる綱啓永。

## あらすじ
地元の鈴沢市役所勤務10年目の五十嵐頼人は、恋人の筒井凜にプロポーズしようとレストランで彼女を待っていた。その時、突然「未来から来た30年後の頼人」を名乗るオジサンが現れ、「このままでは大失敗の人生を送ることになる」とプロポーズを妨害する。そして、オジサンの言葉通りに高専時代の同級生でロボコン部の清水から、彼が立ち上げたロボットベンチャー企業「ロボツクール」に来てほしいと転職の誘いを受けて葛藤する。

## キャスト

### 主要人物
五十嵐頼人（いがらし らいと）
演 - 綱啓永
主人公。鈴沢市役所職員。地域振興課勤務。
筒井凜（つつい りん）
演 - 久保史緒里
頼人の恋人。服飾系の短大卒業後にアパレル会社に就職。その後、実家のクリーニング店に戻り勤務している。
オジサン
演 - 高橋克典
ある目的のために30年後の未来からやってきた。自分は30年後の頼人だと語る。
オバサン
演 - 坂井真紀
同じく未来からやってきた30年後の凜。オジサンとは別に暗躍する。

### ロボツクール
ロボットベンチャー企業。
清水開（しみず かい）
演 - 佐野弘樹
頼人の高専時代の同級生でロボコン部の仲間。「ロボツクール」を立ち上げた。
ブレーン
演 - 東野絢香
頼人の高専時代の同級生でロボコン部の仲間。ロボツクールメンバー。機械設計にずば抜けた才能を持つ。
ナイス
演 - 岩男海史
頼人の高専時代の後輩でロボツクールメンバー。機械加工が得意。二児のパパ。
姫
演 - 野村麻純
頼人の高専時代の後輩でロボツクールメンバー。ロボットデザインのスペシャリスト。誰より仲間思い。

### 鈴沢市役所
高津順子（たかつ じゅんこ）
演 - 紺野まひる
地域振興課課長で、頼人の直属の上司。
宮本珠季（みやもと たまき）
演 - 潤花
地域振興課で働く頼人の同期。
濱愛流（はま あいる）
演 - 丈太郎
地域振興課の頼人の後輩。

### 筒井クリーニング
麻里（まり）
演 - 端栞里
アルバイト店員。短大生。率直で、いつも前向き。
田所（たどころ）
演 - 成田沙織
常連客。明るく世話好き。
筒井朱美（つつい　あけみ）
演 - 松永玲子
凜の母親。夫と別れて一人で凜を育てて来た。

### 「行かないで！かぐや姫」関係者
凜と頼人が出演することになる恋愛リアリティーショー。
原口瑞希（はらぐち　みずき）
演 - 穂志もえか
「行かないで!かぐや姫」のディレクター。
澤田仁（さわだ　じん）
演 - 川島潤哉
「行かないで!かぐや姫」のプロデューサー。
紬（つむぎ）
演 - 山本奈衣瑠
ヘアメイク担当。
竹取の翁（たけとりのおきな）
演 - ジョン・カビラ
名物MC。

### その他
クレーマーマダム
演 - 映美くらら
市役所にたびたび出没する名物マダム。頼人のことがお気に入り。
五味大介（ごみ だいすけ）
演 - 間宮啓行
市役所で困っていたところ、頼人に助けられるおじいさん。
アヤママ
演 - 小倉優子
オジサンたち行きつけのバー「地獄」のママ。
時岡聡子（ときおか さとこ）
演 - 杉田かおる
元宇宙飛行士で、鈴沢市の有名人。頼人に大きな影響を与える。

### ゲスト

#### 第2回
司会者
演 - 中田健太郎（第3回 - 第6回 ）
ロボコン全国大会の司会者。

#### 第4回
そら
演 - 森優理斗
鈴沢市七夕まつりの体験教室でペットボトルロケットを作る男児。

#### 第5回
受付の女性
演 -  清水緑（第7回）
ブレーン（若栗千尋）が引き抜かれて勤務していた会社の受付の女性。

#### 第6回
水野
演 - 沢井美優（第14回、第22回）
アキの母親。
アキ
演 - 吉原悠莉 （第14回）
凜からリメイクした服をもらう女児。

#### 第8回
早乙女
演 - 西沢仁太（第9回 - 第11回・第24回）
柳楽グループの重役。ロボツクールからリークされた情報で「タイムクリーナー」を発表。
ロボット事業に進出すると記者会見で伝える。

#### 第9回
ナイスの妻
演 - 小瀧万梨子（第10回）
いちか
演 - 佐藤紙埜（第10回）
ナイスの娘。
たいち
演 - 石本日悠（第10回）
ナイスの息子。
アナウンサー
演 - 山野海
テレビで「タイムクリーナー」の解説をする。
土屋
演 -  若井おさむ
評論家。自分も「タイムクリーナー」が欲しいなどと発言する。

#### 第11回
鈴木昭三郎
演 -  猪股俊明
今は廃工場となった鈴木製作所を夫婦で経営していた。
鈴木幸子
演 -  田根楽子
頼人たちに部品を提供して、申し出により廃工場内の整理をしてもらう。
ユキ
演 -  室伏凛香
凜にリメイクの服を作ってもらっている。
りんか
演 -  石塚月雪
凜から、りんかちゃんにも作ってあげると言ってもらい、好きな色を聞かれて水色と答えている。

#### 第16回
村手悠（むらて ゆう）〈26〉
演 - 太田将熙（第17回・第18回 ）
恋愛リアリティショー参加者。サッカー選手。「愛と情熱のストライカー」。
元柏忠司（もとかしわ ただし）〈32〉
演 - 南圭介（第17回・第18回 ）
恋愛リアリティショー参加者。「華麗なる開業医」。
生田目弘（なまため ひろし）〈30〉
演 - 亀山浩史（第17回・第18回 ）
恋愛リアリティショー参加者。「ワイルドアニマルフォトグラファー」。
トッカーナ更家（トッカーナ さらいえ）〈31〉
演 - キャッチャー中澤（第17回・第18回 ）
恋愛リアリティショー参加者。「マダムキラーの一つ星シェフ」。
西園寺吉正（さいおんじ よしまさ）〈34〉
演 - 重岡漠（第17回 - 第20回）
恋愛リアリティショー参加者。「学習塾のカリスマ経営者」。
切田イオ（きりた イオ）〈28〉
演 - 篠崎大悟（第17回・第18回 ）
恋愛リアリティショー参加者。「マジカルヘアスタイリスト」。
番組スタッフ
演 - 斉藤莉生 （第17回・第18回 ）
番組のスタイリスト。
演 - 西出結（第17回・第18回、第20回）、森川錦（第17回・第18回、第20回 ）
- 田中聡元

#### 第20回
暴漢の女性
演 - 富田真喜（第21回 ）
西園寺の恋人と思われる。西園寺に騙され、人生をめちゃくちゃにされたと刃物を持って襲いかかろうとする。
西園寺が凜を盾にするように隠れたため、かばって飛び出した頼人を刺してしまう。

#### 第21回
ゆうき
演 - 馬場應吏
「きらきらメモリー」が発動した時の映像に登場する、市役所で母親とはぐれた男児。
頼人が一緒に母親を探そうとしてくれていた。

#### 第22回
報道記者
演 - 木村巴秋（第24回）
テレビ局で凜が刺されそうになった時のことを多人数のマスコミ関係者とともに取材に来る。
留守番の麻里に「西園寺と凜が深い関係だったのか」などと聞き、一瞬で否定されている。

#### 第24回
謎の未来人
演 - 岩谷健司（第25回 - 第32回）
30年後の清水開。変わってしまった未来を元に戻そうと「バー地獄」にあるタイムマシンで現代に現れる。

## スタッフ
- 脚本 - 大池容子、山田百次[1]
- 音楽 - 睦月周平[1]
- 主題歌 - SEVENTEEN「消費期限」[32][33]
- 演出 - 原英輔、田中正、川野秀昭、中村俊介、門脇弘樹[3]
- 制作統括 - 村山峻平[1]
- プロデューサー - 上田明子[4]

## 放送日程
| 週    | 放送日   | 回 | 脚本     | 演出                     |
| ----- | -------- | -- | -------- | ------------------------ |
| 第1週 | 10月07日 | 1  | 大池容子 | 原英輔                   |
| 第1週 | 10月08日 | 2  | 大池容子 | 原英輔                   |
| 第1週 | 10月09日 | 3  | 山田百次 | 原英輔                   |
| 第1週 | 10月10日 | 4  | 山田百次 | 原英輔                   |
| 第2週 | 10月14日 | 5  | 大池容子 | 田中正                   |
| 第2週 | 10月15日 | 6  | 大池容子 | 田中正                   |
| 第2週 | 10月16日 | 7  | 大池容子 | 田中正                   |
| 第2週 | 10月17日 | 8  | 大池容子 | 田中正                   |
| 第3週 | 10月21日 | 9  | 大池容子 | 田中正                   |
| 第3週 | 10月22日 | 10 | 大池容子 | 田中正                   |
| 第3週 | 10月23日 | 11 | 大池容子 | 田中正                   |
| 第3週 | 10月24日 | 12 | 大池容子 | 田中正                   |
| 第4週 | 10月28日 | 13 | 大池容子 | 原英輔                   |
| 第4週 | 10月29日 | 14 | 大池容子 | 原英輔                   |
| 第4週 | 10月30日 | 15 | 大池容子 | 原英輔                   |
| 第4週 | 10月31日 | 16 | 大池容子 | 原英輔                   |
| 第5週 | 11月04日 | 17 | 大池容子 | 原英輔                   |
| 第5週 | 11月05日 | 18 | 大池容子 | 原英輔                   |
| 第5週 | 11月06日 | 19 | 大池容子 | 原英輔                   |
| 第5週 | 11月07日 | 20 | 大池容子 | 原英輔                   |
| 第6週 | 11月11日 | 21 | 山田百次 | 川野秀昭                 |
| 第6週 | 11月12日 | 22 | 山田百次 | 川野秀昭                 |
| 第6週 | 11月13日 | 23 | 山田百次 | 川野秀昭                 |
| 第6週 | 11月14日 | 24 | 山田百次 | 川野秀昭                 |
| 第7週 | 11月18日 | 25 | 山田百次 | 田中正 中村俊介 門脇弘樹 |
| 第7週 | 11月19日 | 26 | 山田百次 | 田中正 中村俊介 門脇弘樹 |
| 第7週 | 11月20日 | 27 | 山田百次 | 田中正 中村俊介 門脇弘樹 |
| 第7週 | 11月21日 | 28 | 山田百次 | 田中正 中村俊介 門脇弘樹 |
| 第8週 | 11月25日 | 29 | 大池容子 | 田中正                   |
| 第8週 | 11月26日 | 30 | 大池容子 | 田中正                   |
| 第8週 | 11月27日 | 31 | 大池容子 | 田中正                   |
| 第8週 | 11月28日 | 32 | 大池容子 | 田中正                   |